# Ремийи-Айикур
Ремийи́-Айику́р (фр. Remilly-Aillicourt) — коммуна во Франции, находится в регионе Шампань — Арденны. Департамент — Арденны. Входит в состав кантона Рокур-э-Флаба. Округ коммуны — Седан.
Код INSEE коммуны — 08357.
Коммуна расположена приблизительно в 220 км к северо-востоку от Парижа, в 90 км северо-восточнее Шалон-ан-Шампани, в 25 км к юго-востоку от Шарлевиль-Мезьера.

## Население
Население коммуны на 2008 год составляло 830 человек.
| 1962 | 1968 | 1975 | 1982 | 1990 | 1999 | 2008 |
| ---- | ---- | ---- | ---- | ---- | ---- | ---- |
| 882  | 903  | 825  | 819  | 782  | 781  | 830  |

## Экономика
В 2007 году среди 508 человек в трудоспособном возрасте (15—64 лет) 358 были экономически активными, 150 — неактивными (показатель активности — 70,5 %, в 1999 году было 66,0 %). Из 358 активных работали 319 человек (179 мужчин и 140 женщин), безработных было 39 (15 мужчин и 24 женщины). Среди 150 неактивных 40 человек были учениками или студентами, 55 — пенсионерами, 55 были неактивными по другим причинам.

## Достопримечательности
- Замок Ремийи-Айикур[фр.] (3-я четверть XVIII века). Исторический памятник с 1984 года.[3]
- Укреплённая церковь Сен-Реми[фр.] (XVI век). Исторический памятник с 1938 года.[4]

## Фотогалерея

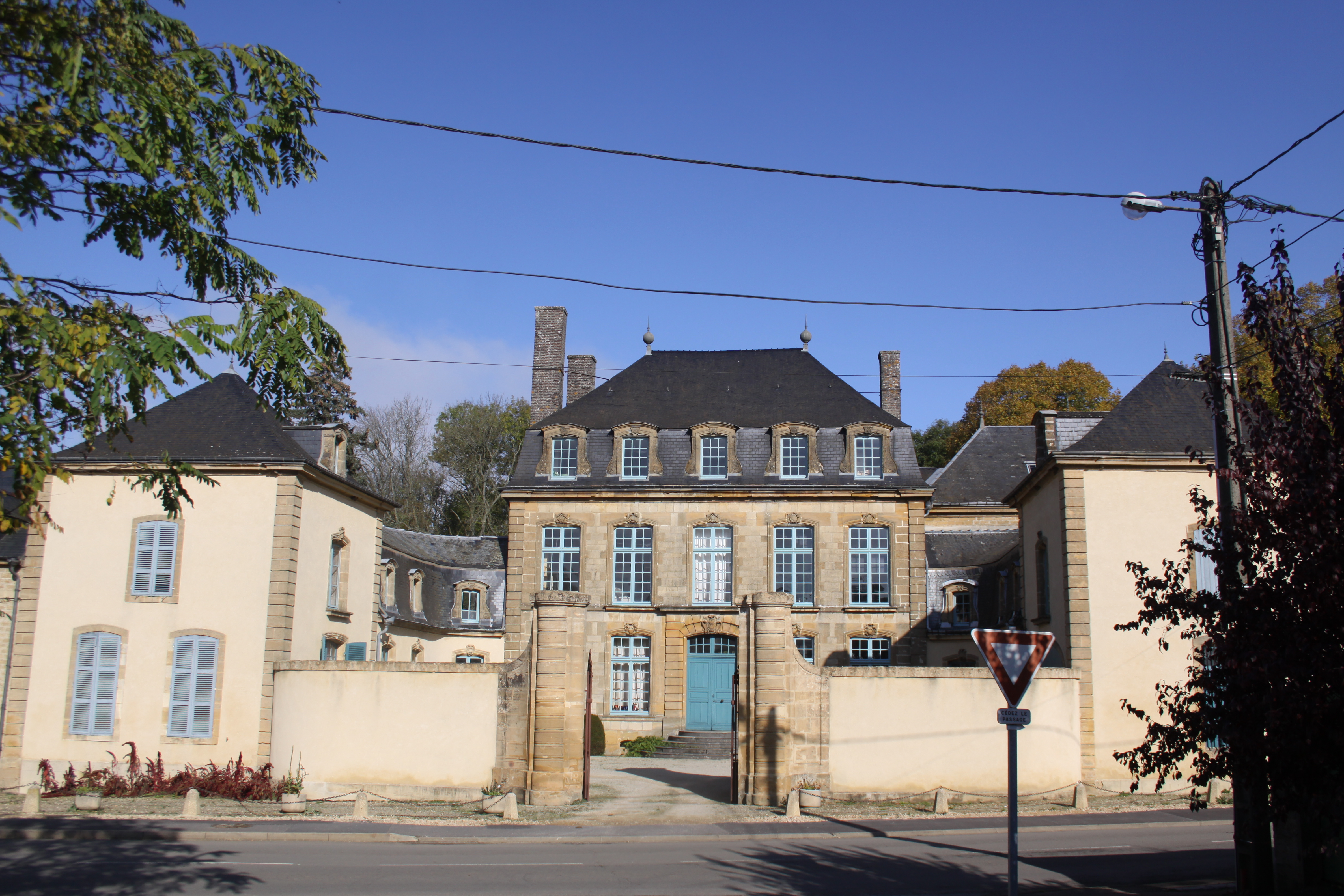
Замок Ремийи-Айикур
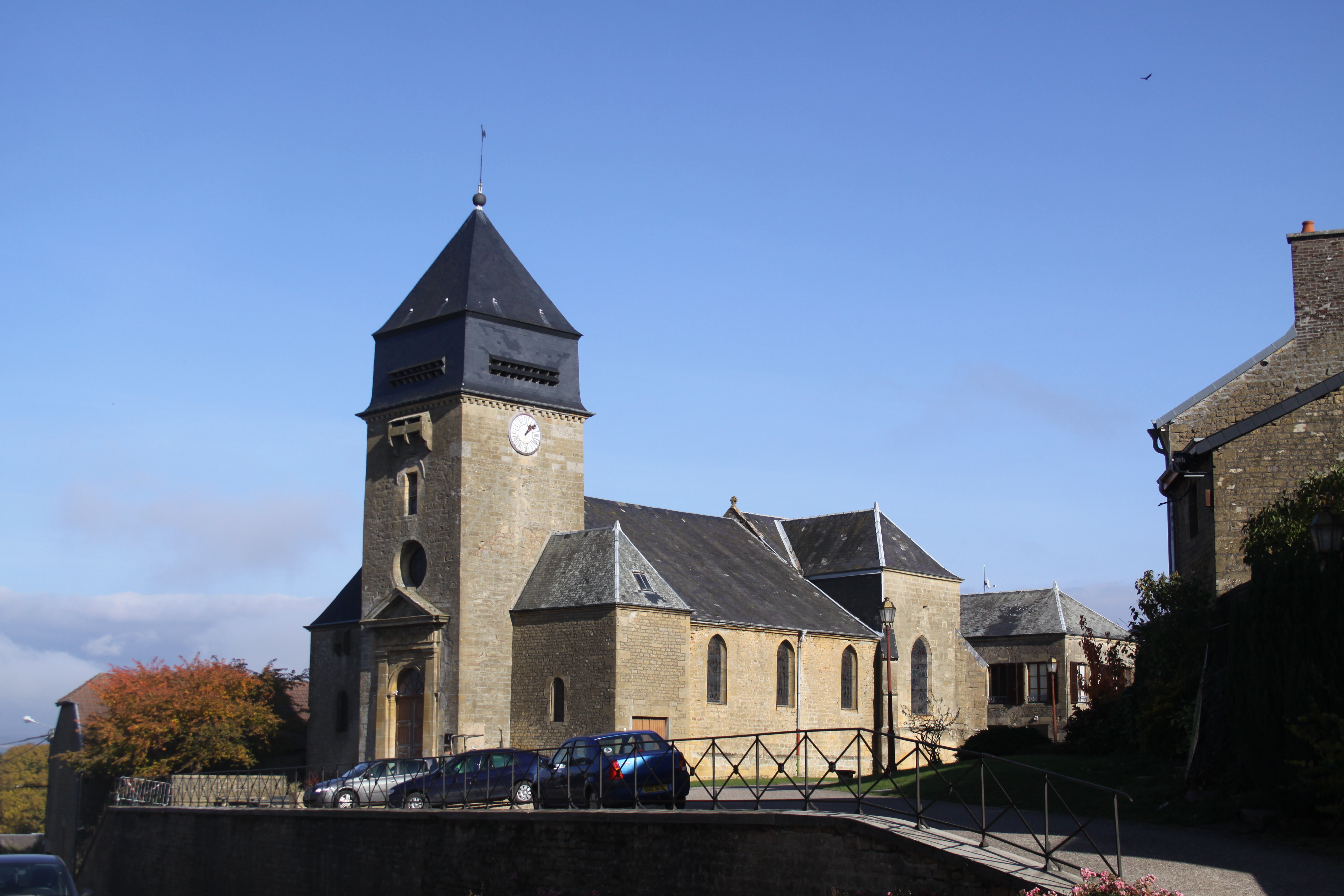
Церковь Сен-Реми
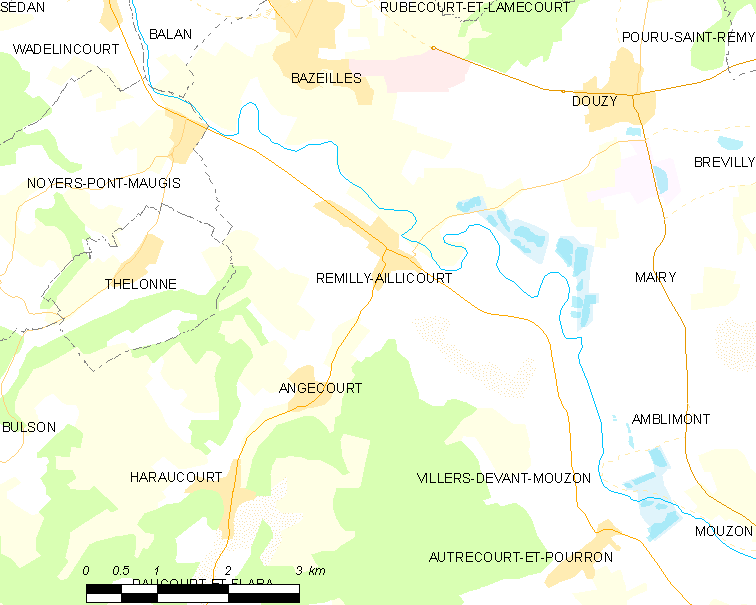
Карта коммуны